# Henry Borges
Henry Borges (geb. 30. April 1983 in Uruguay) ist ein uruguayischer sehbehinderter Judoka, der bereits 2004 in Athen, 2008 in Peking, 2016 in Rio de Janeiro, 2020 in Tokio und 2024 in Tokio an Paralympischen Spielen teilnahm. 2008 und 2024 (gemeinsam mit der Schwimmerin Hanna Arias) führte er die uruguayische Delegation als Fahnenträger an.

## Karriere
Borges tritt in der Gewichtsklasse unter 60 Kilogramm an und nahm in dieser bereits an mehreren Wettbewerben teil. In Athen 2004 bestritt er drei Kämpfe, wobei er einen gewann und damit Rang 7 belegte. Nachdem er 2008 in Peking mit einer Niederlage in der ersten Runde ausschied, errang er bei den Paralympischen Spielen 2016 in Rio de Janeiro in vier Kämpfen zwei Siege und belegte Rang 5. Bei den Parapan Games 2015, einer internationalen Meisterschaft für behinderte Sportler aus Nord- und Südamerika, gewann er die Goldmedaille.